# Computer Channel
De Computer Channel (Nederlands: Computer Kanaal) was Duitslands meest populaire computerwebsite in de jaren 2000 - 2002.
Het werd opgericht in juni 1999, als dochteronderneming van Gruner + Jahr. Het bedrijf had vestigingen in München en Frankfurt, evenals kantoren in San Francisco en Londen.